# СЭПО-ЗЭМ
Саратовское электроагрегатное производственное объединение (СЭПО) — российское предприятие по производству электронных и сложных электротехнических изделий. Производство располагается в Саратове. Предприятие ещё известно как «Завод холодильников „Саратов“».

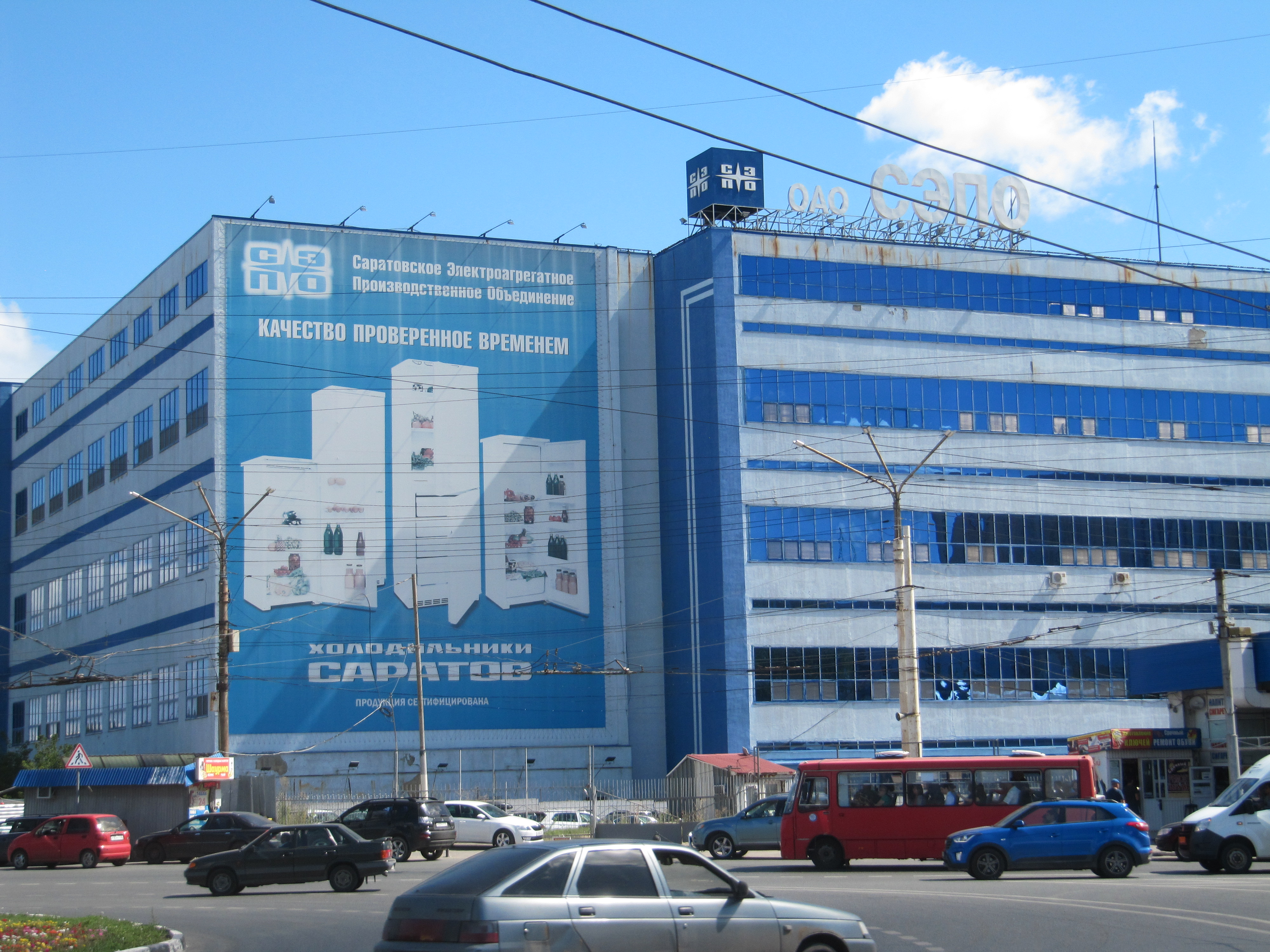
СЭПО, вид с ост. 3 Дачная в Саратове

## История
Основано 14 мая 1939 года. С момента своего основания СЭПО занималось разработкой и производством авиационных двигателей.
В годы Великой Отечественной войны завод освоил серийный выпуск авиационного магнето и иных деталей оборонного назначения. Назывался Завод № 306 Наркомата авиационной промышленности. В середине 1940-х парторгом завода был Пётр Шелест. 16 сентября 1945 года завод был награждён боевым орденом Красной Звезды за освоение производства первых отечественных магнето типа БСМ.
С 1951 года СЭПО, наряду с заводом ЗиЛ, первым в СССР начинает выпуск бытовых холодильников. Для изучения мирового опыта по производству холодильников специалисты предприятия были командированы в Великобританию. Холодильники «Саратов» производства СЭПО экспортировались за пределы Советского Союза, в том числе в Великобританию и Германию.
Спустя 10 лет с запуска производства, в 1962 году, было реализовано около миллиона холодильников.
В 1970—1980 годы шла работа над освоением систем для самолетов МИГ-29, Су-27, МИГ-31,ТУ-160, ТУ-22; вертолетов МИ-8, МИ-24, транспортных самолетов АН-8, АН-12, АН-124, АН-225; пассажирских ЯК-40, ЯК-42; первого широкофюзеляжного советского самолета ИЛ-86.
С 1980 по 1997 год генеральным директором СЭПО был В. Г. Павлюков.
Богатый опыт в разработке и производстве авиационных двигателей позволил СЭПО в 1990 году начать работы в области автомобилестроения — топливных регуляторов, рамп, стартеров, датчиков и электромагнитных клапанов.
Во время СССР холодильники экспортировались в 37 стран мира, включая западноевропейские — Италию, Францию, Германию, Бельгию, теперь они поставляются только в государства СНГ, Балтии, а также Афганистан и Пакистан. На российском рынке холодильников доля марки «Саратов» около 15 %.
В феврале 2020 года руководство предприятия приняло решение закрыть производство холодильников «Саратов» из-за низкой экономической рентабельности на внутреннем рынке, однако на конец 2020 года на сайте предприятия по прежнему предлагается широкий модельный ряд холодильников. В июле 2020 года выпуск возобновлен, на предприятие за месяц выпустили около 3 тыс. холодильников.